# Capilla de la Antigua (Jerez de la Frontera)
La capilla de la Antigua es una capilla abierta barroca ubicada en Jerez de la Frontera, (Andalucía, España). 
Destaca por ser la única capilla subsistente del tipo capilla abierta en la ciudad.
Tras la desamortización de Mendizabal se cerró al culto. En 2010 fue restaurada, pero sigue cerrada.

## Origen
En el siglo XVIII la mayoría de las puertas y postigos de la antigua muralla se asocian con advocaciones religiosas, con el fin de evitar la introducción de costumbres paganas en la ciudad. Como resultado de esta costumbre, se establece en la Puerta del Arroyo una pequeña capilla dedicada a la Virgen de la Antigua.

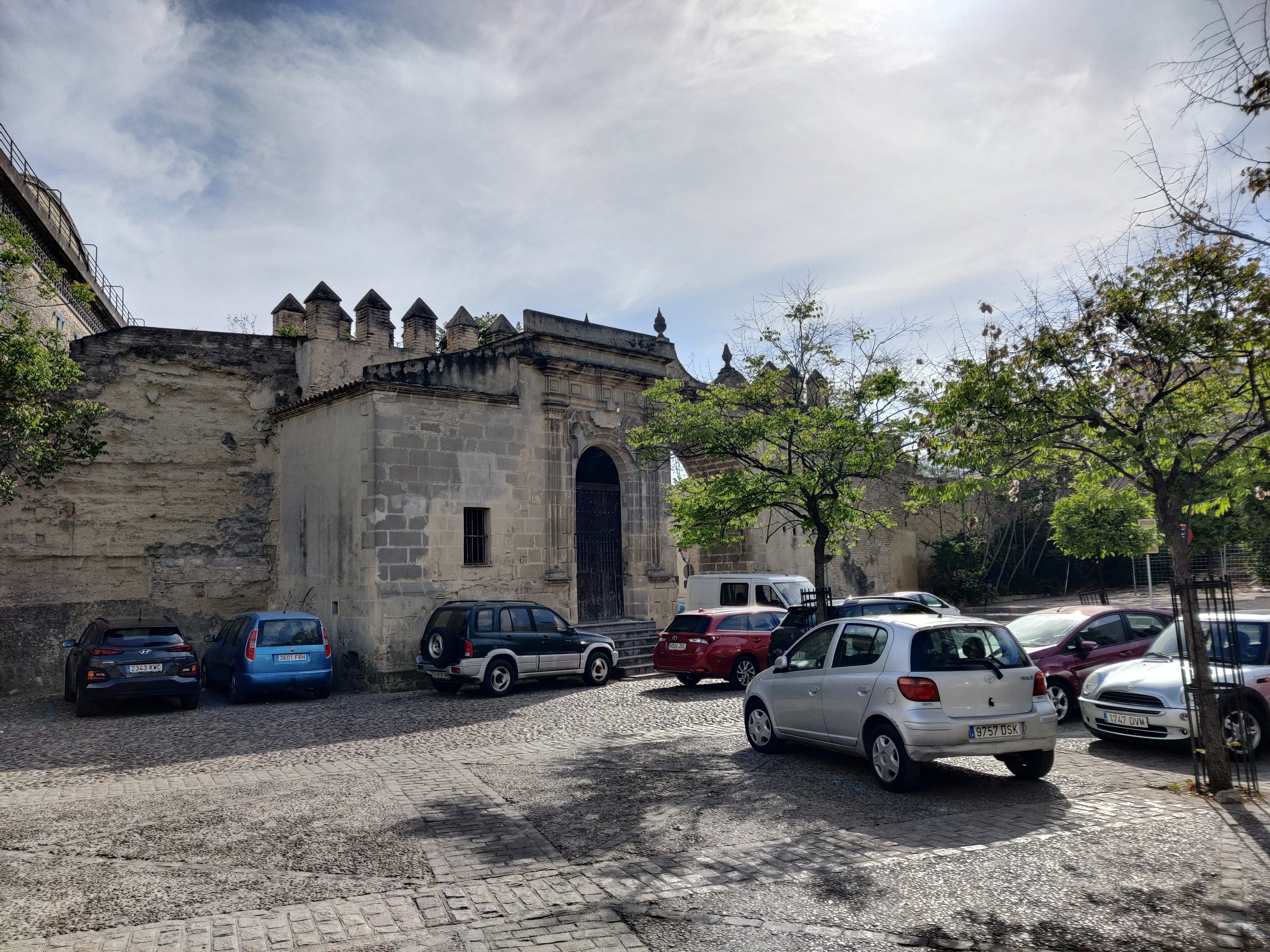
Capilla y Puerta del Arroyo

Se construyó en 1719 por licencia otorgada por el Cabildo Municipal. En 1798 se abrió una ventana a dicha capilla.

## Descripción
La capilla es rectangular y sigue el esquema de la muralla. Destaca la moldura superior, característico de la arquitectura barroca jerezana. Las puertas poseen pequeñas rejas, de forma que no se tuviera que acceder al interior.